# 黃中色
黃中色（1555年—1600年），字元采，號守玄，山東兗州府滕縣人，民籍，明朝政治人物。

## 生平
萬曆七年（1579年）己卯科山東鄉試第九名，萬曆十一年（1583年）癸未科三甲一百四十九名進士。兵部觀政，本年授官河南河內縣知縣，舉卓異，十七年升禮部主事，十八年丁憂歸。二十一年補吏部驗封司主事，二十二年調文選司。因尚書李世達選官之事牽連，貶陝西興安州同知。后因病归乡，与王元宾、侯庆远、董国光结如兰社，诗文唱酬。四十六岁卒于家。著有《如兰社文集》二卷、《南华注解》、《管韩摘要》、《名义考》四卷、《三秀亭诗稿》等。

## 家族
曾祖黃玘，壽官；祖父黃金，庫大使；父黃希孟，壽官。母華氏。
長子黄昌年，字伯祚，萬曆乙酉舉人；次子黄永年；次黄祖年，改名世清，崇祯甲戌進士。四子黄彭年，字淑笺，邑庠生。孫黄家瑞，昌年子，与叔世清为崇祯甲戌同榜进士。家瑞次子黄兰森，康熙丙辰進士。